# الاستجابة الجسدية الكاملة
أسلوب الاستجابة الجسدية الكاملة هي طريقة لتدريس اللغة قام بتطويرها حيمس آشر هو أستاذ فخري في علم النفس بجامعة ولاية سان خوسية. يقوم هذا الأسلوب على تنسيق اللغة والحركة الجسدية. يعطي المعلمون  الطلاب عددَا من الأوامر باللغة المستهدفة مع تحريك الجسد والطلاب يستجيبون بحركة كامل الجسد.
هذه الطريقة هي مثال على «طريقة الفهم» في تدريس اللغة.
الاستماع والاستجابة (مع الحركة) تؤدي إلى غرضين وهما 1-  سرعة ادراك المعنى باللغة المستهدفة 2- تعتبر وسيلة أساسية لتعلم تركيب اللغة. لا يتم تعليم القواعد بشكل صريح ولكن يمكن تعلمها من خلال المُدخلات.
طريقة الاستجابة الجسدية الكاملة هي طريقة ثمينة لتعلم المفردات خاصةً المصطلحات مثل العبارات المركبة.
طور آشر هذه الطريقة من خلال خبرته اثناء ملاحظته للأطفال وهم يكتسبون اللغة الأم. فقد لاحظ ان التفاعل بين الابن  ووالديه عادةً يكون عن طريق خطاب من الوالد يليه استجابة  جسدية من الطفل. وضع آشر ثلاثة فرضيات بناءً على ملاحظاته.
اولًا: يتم تعلم هذه اللغة عن طريق الاستماع في المقام الأول.
ثانيًا: تعلم اللغة يشغل النصف الأيمن من الدماغ.
ثالثاُ: ينبغي ان يكون التعلم دون أي ضغوط.
غالبًا يتم استخدام أسلوب الاستجابة الجسدية الكاملة مع عدد من الطرق والتقنيات. هذه الطريقة شائعة لدى المبتدئين في التعلم وكذلك تستخدم مع كافة المستويات ومختلف الأعمار.
نشأتها:
طوّر جيمس آشر هذه الطريقة بعد ملاحظته لتطور اللغة لدى الأطفال الصغار.لاحظ آشر ان اغلب التفاعلات التي تصدر من الأبناء مع والديهم تشمل كلا الجانبين اللفظي والجسدي. يستجيب الطفل جسديًا لخطاب والديه، ويعزز والديه  استجابات الطفل من خلال كلام اضافي.
وهذا يخلق استجابة متكررة بين كلام الوالدين وحركة الطفل، لاحظ آشر ايضًا ان الأطفال يستغرقون وقتًا طويلًا بالاستماع إلى اللغة قبل ان يحاولوا أن يتحدثوا، مما يساعدهم على فهم الكلمات الأكثر تعقيدًا من المفردات التي يستنتجونها بأنفسهم.
من خلال خبرة آشر وضّح ثلاث فرضيات رئيسية حول تعلم اللغات الثانية من خلال أسلوب الاستجابة البدنية الكلية.
اولًا: ان الدماغ  مُهيأ بشكل طبيعي لتعلم اللغة من خلال الاستماع على وجه التحديد يقول آشر إن المتعلمين  يستوعبون اللغة بشكل أفضل  عندما يستجيبون بحركة جسدية لمدخلات اللغة
يفترض آشر ن اللغة تتطور بشكل طبيعي وعفوي إذا فهم المتعلمون اللغة المستهدفة من خلال المُدخلات.
يقول آشر:
الفرضية المعقولة أن الدماغ والجهاز العصبي مبرمجان بيولوجيًا لاكتساب اللغة، إما الأولى أوالثانية في تسلسل معين وفي وضع معين. التسلسل هو الاستماع قبل التحدث أما الوضع فهو مزامنة اللغة مع جسم الفرد.
ثاني فرضيات آشر هي أن تعلم اللغة الفعال يجب أن يشغل النصف الأيمن من الدماغ. يتم التحكم بالحركة البدنية من خلال النصف الأيمن بشكل أساسي، ويرى آشر ان اقتران الحركة  بفهم اللغة هو مفتاح اكتساب اللغة. يقول ايضًا انه يجب تجنب التعلم من خلال الجزء الأيسر من الدماغ  فهو يحتاج إلى قدر كبير من الخبرة  لإدخال الكلام للجزء الأيمن من الدماغ  قبل أن يحدث الكلام الطبيعي.
ثالث فرضيات اشر هي ان تعلم اللغة يجب ان يحدث بدون أي ضغوط، لأن الإجهاد والعواطف  السلبية تمنع عملية تعلم اللغة الطبيعية، آشر يعتبر الضغوط في طرق تدريس اللغة أحد أهم نقاط الضعف. يوصي آشر المعلمين بالتركيز على المعنى والحركة الجسدية لتجنب الضغوط.
النص الأساسي  حول الاستجابة الجسدية الكلية  هو تعلم آشر لغة أخرى من خلال الحركة، نُشر لأول مره في عام 1977
_المبادئ 
الاستجابة الجسدية هي مثال على طريقة الفهم في طرق التدريس.الأساليب في  طريقة الفهم تؤكد على أهمية الاستماع لتطوير اللغة ولا تتطلب التحدث في مراحل التعلم الأولى. كذلك في الاستجابة الجسدية الكلية، لا يضطر الطلاب للتحدث. بدلًا من ذلك  ينتظر المعلمون  حتى يكتسب الطلاب ما يكفي من اللغة عن طريق الاستماع  ليبدؤوا في التحدث تلقائيًا.
يمكن للطلاب في المراحل الأولى من التدريس الرد على المعلم  بلغتهم الأم.
بينما يقضي  معظم الصف الدراسي  في الاستجابة الجسدية الكلية  للاستيعاب السمعي، فان الهدف النهائي  للطريقة  هو تطوير الطلاقة الشفوية. يرى آشر أن تطوير مهارات الفهم والاستماع  هي الطريقة الأكثر فعالية لتطوير مهارات اللغة المنطوقة.
يتم تنظيم الدروس في طريقة الاستجابة البدنية الكلية بالتركيز على القواعد وتحديداً الفعل  يصدر المعلمون اوامر بناء على الأفعال والكلمات الجديدة في الدرس.  ومع ذلك، فإن التركيز الأساسي في الدروس يكون على المعنى  وهذا هو ما يُميز الاستجابة البدنية الكلية عن بقية طرق التدريس التي تركز على القواعد مثل طريقة «ترجمة القواعد»
لا يتم تدريس القواعد بشكل مباشر بل يتم تدريسها عن طريق الاستقراء،  يتوقع من الطلاب تعلم التراكيب النحوية دون من خلال الاستماع إلى اللغة وفك  معاني الكلمات  التي يستمعون اليها.  هذا الأسلوب في الاستماع  يسمى – كسر الشفرات – إن الاستجابة البدنية الكاملة  هي تقنية وفلسفة تدريس لغة.  لا يتوجب على المعلمين  ان يكتفون بتقنيات الاستجابة الجسدية الكاملة  اثناء استخدام هذه الطريقة  لأن الطلاب يتوقع معهم ان يستمعوا فقط  دون ان يتحدثوا فالمعلم وحده يتحمل مسؤولية  اختيار المدخلات التي يستمع اليها المتعلمين.
الخطوات:
اغلب وقت الحصة الدراسية ينقضي بإعطاء أوامر للطلاب باستخدام صيغة الامر، يستجيب الطلاب لهذه الأوامر بأفعال جسدية. في البداية،  يتعلم الطلاب معنى الأوامر التي يسمعونها من خلال الملاحظة  المباشرة. بعد ان يتعلموا معاني الكلمات من خلال الأوامر، يصدر المعلم أوامر تستخدم مجموعات جديدة  من الكلمات التي تعلمها الطلاب.
يحد المعلم من عدد المفردات  التي يعطيها الطلاب  في أي وقت يشاء. بالتالي يستطيع المتعلمون التفريق بين الكلمات التي تعلموها حديثًا والكلمات السابقة، كذلك تيسر هذه الطريقة الاندماج  مع معرفتهم  اللغوية الحالية.
مع ان الأوامر هي الأساس في هذا الأسلوب إلا أنه يمكن للمعلمين استخدام أنشطة أخرى، مثل بعض الأنشطة الاساسية كلعب الأدوار  وشرائح العرض بالإضافة إلى ذلك فإن المتعلمين غير مجبورين على تعلم  التحدث كأسلوب محادثة الا بعد قضاء 120 ساعة في برنامجهم.
في أسلوب الاستجابة الجسدية الكلية يتم تصحيح بعض الأخطاء، ينصح آشر المعلمين ان يتبعوا نفس الطريقة التي يتبعها الوالدين لتصحيح أخطاء أبنائهم، في بداية التعلم يتم تجاهل بعض الأخطاء، وكلما تقدم مستوى الطلاب كلما زاد المعلمين نسبة تصحيحهم للأخطاء. هذا الأسلوب يشابه إلى حد كبير أسلوب الوالدين اثناء تربية أبنائهم، غالباً يبدأ الوالدين بتصحيح أخطاء أبنائهم النحوية إذا تقدموا بالعمر أكثر.
اما  فيما يخص  تخطيط الدرس في أسلوب الاستجابة الجسدية الكلية وفقاً لآشر  يجب ان تحتوي خطة الدرس على الأوامر التفصيلية التي ينوي المعلم استخدامها  يقول «من الحكمة ان تكتب العبارات التي ستستخدمها، وخاصة الاوامر الجديدة  لأن الحركة سريعة جداً، ولن تملك الوقت عادةً لإنشائها تلقائيًا»
أدوات التدريس:
يستخدم أسلوب الاستجابة الجسدية الكلية  مجموعة متنوعة من الأشياء الحقيقية والصور والدعائم. وهي ليست الزامية، ولا يمكن استخدامها في الدروس الأولى. مع تقدم مستوى الطلاب يستطيع المعلم  استخدام الأشياء الموجودة في الفصل الدراسي مثل الأثاث أو المكتب، وقد يستخدم لاحقاً  مخططات الكلمات والصور والأشياء الواقعية.
هناك العديد من أدوات التدريس المتاحة التي تناسب  طريقة الاستجابة الجسدية الكلية بما في ذلك أدوات الطلاب التي طورها اشر وايضًا  عدد من القراص المدمجة  التي تسهل على الطلاب الممارسة بشكل خاص.
الأبحاث:
اجرى آشر عدداً كبيرًا من الدراسات العلمية  من اجل اختبار وصقل فرضياته في طريقة الاستجابة الجسدية الكاملة.  عندما اختبر الأطفال والكبار الذين يتعلمون الروسية  وجد اشر وبرايس ان  البالغين تفوقوا على الأطفال.
اظهر البحث الذي أجراه عدنان اوفلاز في تركيا عام 2018  ان استخدام طريقة الاستجابة الجسدية الكاملة يقلل من التوتر لدى الطلاب  بشكل ملحوظ.
ساعتين في الأسبوع لمدة ستة أسابيع  كانت مدة البحث التي اجراها اوفلاز على طريقة الاستجابة الجسدية الكاملة فلاحظ أن "الطلاب الذين يعانون من مستوى قلق عالي أو قلق قريب من العالي... تراجعت نسبة القلق لديهم إلى المستوى المتوسط  لاحظ ايضاً انهم استطاعوا التحدث باللغة اليابانية (وهي اللغة المستهدفة) ولم يتجنبوا المواقف التي تجبرهم على الحديث بها بل ان بعضهم كانوا يتنابونون على الحديث.
نقدها ومدى تقبلها:
وفقًا لموسوعة  روتليدج لتعليم اللغات وتعلمها، غالبًا يتم انتقاد طريقة الاستجابة الجسدية الكاملة بأنها تناسب المبتدئين فقط، ومع ذلك فإن الموسوعة مستمرة في نشر العديد من منشورات حول كيفية استخدام هذه الطريقة للمبتدئين والمتقدمين.
وفقًا لمؤيدين هذه الطريقة، فإنهم يرون ان لطريقة الاستجابة الجسدية الكلية العديد من المميزات:  يستطيع الطلاب التنقل والخروج من أماكنهم. الاستجابة الجسدية الكلية الكاملة لا تتطلب جهداً كبيراً من المعلم في الاعداد لها. كذلك فإنها لا تتطلب قدراً عالي من الكفاءة  بل العمل مع كافة القدرات بما  في ذلك ذوي الهمم
المختلفة. هذه الطريقة جيدة لمن  لديهم فرط حركة  الذين يحتاجون ان يكونوا نشيطين في الفصل. حجم الفصل الدراسي لا يشكل عائقًا في هذه الطريقة وهو عنصر فعال للأطفال والبالغين .
ومع ذلك،  نستطيع الملاحظة ان طريقة الاستجابة الكلية الكاملة  تناسب المبتدئين بشكل خاص، ويمكن استخدامها للمستويات  المتقدمة ولكن يتطلب ذلك تحضيرًا كافيًا من المعلم، لا تمنح هذه الطريقة الفرصة للطلاب ان يعبروا عن أفكارهم بطريقة إبداعية  .
علاوة على ذلك، انه من السهل المبالغة في استخدام هذه الطريقة وبالتالي تتحول إلى أسلوب دائم  .قد يواجة بعض الطلاب الأكثر خجلًا صعوبة عند استخدام المعلم لهذه الطريقة، بالإضافة إلى ذلك فان طبيعة هذه الطريقة تتطلب الكثير من الأوامر الحتمية المزاجية مثل: الجلوس والوقوف . هذه الميزات ذات فائدة محدودة للمتعلم، وقد يبدو المتعلم غير مهذب اثناء ممارسته للغه الجديدة .  مع تقدم الدارسة بأسلوب الاستجابة الجسدية الكاملة يمكن ان تتوسع المواقف  التي يمارس فيها مجموعة المتعلمين لغتهم.
بسبب نهجها التشاركي، فإن هذه الطريقة قد تساعد  الطلاب الذين يعانون من عسر القراءة أو صعوبات التعلم المشابهة والذين عادة ً يجدون صعوبة في تعلم لغة اجنبية داخل الفصل الدراسي التقليدي .
التأثير
المعلمون الذين يستخدمون هذه الطريقة يستخدمون ايضًا عددً من الأنشطة والتقنيات الأخرى. غالبًا ما يتم استخدامها لتدريس مفردات جديدة. وهذا يتماشى مع توصيات آشر لاستخدام الطريقة .
اضاف بلاين راين معلم اللغة الأسبانية  إلى هذه الطريقة قراءة القصص حتى لا تكون لغة غير مادية  ووضع أساس للطريقة يعرف باسم  اتقان التدريس من خلال القراءة ورواية القصص  التي بنيت على أساس نظريات ستيفن كراشين لاكتساب اللغة.